# David Fincher
David Andrew Leo Fincher (Denver, Colorado, 28 de agosto de 1962), conocido como David Fincher, es un director y productor estadounidense de cine, televisión y vídeos musicales. Fue nominado para el Óscar a mejor director por El curioso caso de Benjamin Button (2008), La red social (2010) y por Mank (2020).
También es conocido por haber dirigido la película de terror y ciencia ficción Alien³ (1992) en su debut como director y los thrillers psicológicos Seven (1995), Fight Club (1999), Perdida (2014), Zodiac (2007) y The Girl with the Dragon Tattoo (2011), entre otras, además de tener un papel decisivo en la creación de las series de televisión House of Cards y Mindhunter, ambas de Netflix.
Sus películas Zodiac y La red social están incluidas en el ranking de la BBC Las 100 mejores películas del siglo XXI.

## Biografía

### Infancia
Fincher nació en la ciudad de Denver, en el estado de Colorado, el 28 de agosto de 1962, hijo de Jack Fincher, escritor de la revista Life, y Claire Mae, una enfermera de salud mental de Dakota del Sur que trabajaba en programas de drogadicción. Cuando tenía dos años, su familia se mudó a San Anselmo, California, donde fue vecino del productor y empresario George Lucas. Se crio en el condado de Marin, California, y en su adolescencia se trasladó a Ashland, Oregón, donde se graduó de la escuela secundaria. Desde una edad temprana, Fincher supo que quería dedicarse a la producción cinematográfica, inspirado en la película clásica Butch Cassidy and the Sundance Kid (1969).

### Comienzos
Fincher empezó a trabajar en la compañía Korty Films como asistente de producción. Ascendió a productor de efectos visuales, trabajando en la película animada Twice Upon a Time (1983). Más tarde fue contratado por Industrial Light & Magic en 1983, donde se desempeñó como camarógrafo y asistente de fotografía, trabajando en las producciones El retorno del Jedi (1983) e Indiana Jones and the Temple of Doom (1984). En 1984 dejó ILM para dirigir un comercial de la Sociedad Estadounidense contra el Cáncer que mostraba a un feto fumando un cigarrillo. Este comercial atrajo la atención de algunos productores en Los Ángeles, brindándole a Fincher la oportunidad de dirigir el documental The Beat of the Live Drum, con Rick Springfield, en 1985. Fincher continuó realizando spots publicitarios para empresas como Levi, Converse, Nike, Pepsi, Revlon, Sony, Coca-Cola y Chanel. Más adelante dirigió el vídeoclip de la canción "We Don't Have to Take Our Clothes Off", gran éxito comercial del cantante Jermaine Stewart, y trabajó con Madonna dirigiendo varios de sus vídeos musicales, incluyendo "Express Yourself", "Oh Father", "Vogue" y "Bad Girl".
Al igual que Fincher, directores como Michael Bay, Antoine Fuqua, Michel Gondry, Spike Jonze, Alex Proyas, Paul Rachman, Mark Romanek, Zack Snyder, Gore Verbinski y otros perfeccionaron sus talentos en la compañía Propaganda Films antes de dirigir sus primeros largometrajes.

### Años 1990:Alien3,Seven,The GameyFight Club
El debut de Fincher como director de largometrajes se dio en Alien³, de 1992. A pesar de recibir una nominación al Óscar a los mejores efectos visuales, la película no fue bien recibida por la crítica. Fincher se vio involucrado en varias disputas con la 20th Century Fox por cuestiones de guion y de presupuesto. En el libro Director's Cut: Picturing Hollywood in the 21st Century, el director culpa a los productores por no tenerle la suficiente confianza. Fincher afirmó en una entrevista con The Guardian en 2009: "Nadie la odió más que yo; hasta la fecha, nadie la odia más que yo". Tras esta experiencia, dirigió el vídeo de la canción ganadora del Grammy "Love Is Strong" (1994), de Rolling Stones.
Tras las dificultades que experimentó con Alien³, Fincher manifestó que "preferiría morir de cáncer de colon antes de hacer otra película" y se rehusó a leer guiones. Sin embargo, recibió el guion original de Andrew Kevin Walker para la película Seven (1995). Jeremiah Chechik, primera opción para dirigir la película, decidió cambiar el final del guion. Fincher manifestó que no quería dirigir la película, hasta que New Line Cinema aceptó conservar el final original del guion. La película relata la historia de dos detectives (interpretados por Brad Pitt y Morgan Freeman) y de un asesino en serie (Kevin Spacey) que basa sus asesinatos en los siete pecados capitales. Seven recaudó más de 100 millones de dólares en Estados Unidos y más de 300 millones internacionalmente.
Tras el éxito de Seven, Fincher dirigió el vídeoclip de la canción "6th Avenue Heartache", de The Wallflowers, y el largometraje de suspenso The Game (1997), a partir de un guion escrito por John Brancato y Michael Ferris. La historia se centra en un empresario de San Francisco (interpretado por Michael Douglas) que recibe un regalo inusual de su hermano menor (Sean Penn), y por el que se convierte en el protagonista de un extraño juego de rol. La película tuvo rendimientos de taquilla mediocres a pesar de ser bien recibida por la crítica.
En agosto de 1997, Fincher aceptó dirigir una adaptación cinematográfica de la novela de 1996 de Chuck Palahniuk Fight Club. La película relata la historia de un empleado de oficina insomne (Edward Norton) que en un viaje de trabajo conoce a un peculiar anarquista (Brad Pitt) y juntos abren un club clandestino dedicado exclusivamente a la lucha. Fight Club, estrenada en 1999, fue una decepción temprana en la taquilla y recibió críticas mixtas. Años después de su estreno, la película empezó a ser mejor valorada por la crítica. Entertainment Weekly, que había dado originalmente a la película una calificación de D-, más tarde la ubicó en la primera posición de su lista 50 DVDs esenciales. En 2006, la revista británica Total Film ubicó a Fight Club en la cuarta posición de las mejores 100 películas de todos los tiempos, superada solamente por Tiburón, Vértigo y Goodfellas.
Fincher fue preseleccionado por Columbia Pictures como uno de los posibles directores de Spider-Man, una adaptación cinematográfica de la famosa historieta. El concepto de Fincher para el proyecto tenía una perspectiva más madura, psicológicamente arraigada y menos orientada a la acción, cubriendo los eventos del origen del personaje en una secuencia de títulos de 10 minutos y haciendo énfasis en las luchas del personaje con su vida después de la escuela secundaria y sus habilidades sobrehumanas, además de su relación con Gwen Stacy. La historia presentaba además al Duende Verde como el principal antagonista. Sin embargo, la propuesta de Fincher fue rechazada por el estudio, y Sam Raimi fue luego contratado para dirigir el proyecto.

### Años 2000:La habitación del pánico,ZodiacyEl curioso caso de Benjamin Button
En 2002, Fincher dirigió el thriller La habitación del pánico, película que recaudó más de 92 millones de dólares en la taquilla estadounidense. La historia sigue a una madre soltera (Jodie Foster) y su hija (Kristen Stewart), que se esconden en un cuarto de máxima seguridad en su nueva casa, huyendo de unos criminales (Forest Whitaker, Dwight Yoakam y Jared Leto) empeñados en la búsqueda de una fortuna oculta en dicho cuarto. Fincher se refirió a La habitación del pánico como un thriller más convencional, describiéndola como una "muy buena película de serie B" acerca de "dos personas atrapadas en un armario".
En marzo de 2007, cinco años después, Fincher retornó a la dirección con Zodiac, una adaptación del libro de Robert Graysmith sobre la búsqueda del Asesino del Zodiaco, protagonizada por Jake Gyllenhaal, Mark Ruffalo, Robert Downey Jr., Anthony Edwards y Brian Cox. Fue la primera de las películas de Fincher que se rodó digitalmente, la mayor parte siendo grabada en una cámara Thompson Viper Film Stream. Sin embargo, se utilizaron cámaras de alta velocidad para las escenas de asesinato y para las tomas en cámara lenta. La película fue originalmente pensada para ser lanzada en el otoño de 2006, pero se retrasó cuando Fincher se negó a cortar 20 minutos de la misma.
Zodiac fue una de las películas con mejores críticas de 2007. Solamente dos películas fueron mejor valoradas, No Country for Old Men y There Will Be Blood. Sin embargo, en Estados Unidos recaudó solamente 33 millones de dólares, funcionando mejor en el plano internacional, con cifras superiores a los 50 millones. Pese a una agresiva campaña del estudio, a la aparición de Robert Downey Jr., a la dirección de Fincher y al guion adaptado de James Vanderbilt, la película no pudo obtener ni una sola nominación al Óscar.
El curioso caso de Benjamin Button, una adaptación del relato de F. Scott Fitzgerald del mismo nombre, fue la tercera película en la cual Fincher trabajó con Brad Pitt. La cinta se comenzó a rodar en noviembre de 2006 en Nueva Orleans, antes de pasar a las Islas Vírgenes, Montreal y Los Ángeles. Tanto Zodiac como esta película fueron coproducciones de Paramount Pictures y Warner Bros. El presupuesto de la cinta se estimó en 150 millones de dólares, debido, en parte, a los efectos realizados por computadora utilizados para el envejecimiento del personaje de Pitt. Recibió trece nominaciones a los Premios Óscar, incluyendo la primera nominación de Fincher como Mejor director. Ganó tres premios de la Academia: a la Mejor dirección de arte, Mejor maquillaje y Mejores efectos visuales.

### Años 2010:La red social,The Girl with the Dragon Tattoo,Perdiday carrera en televisión

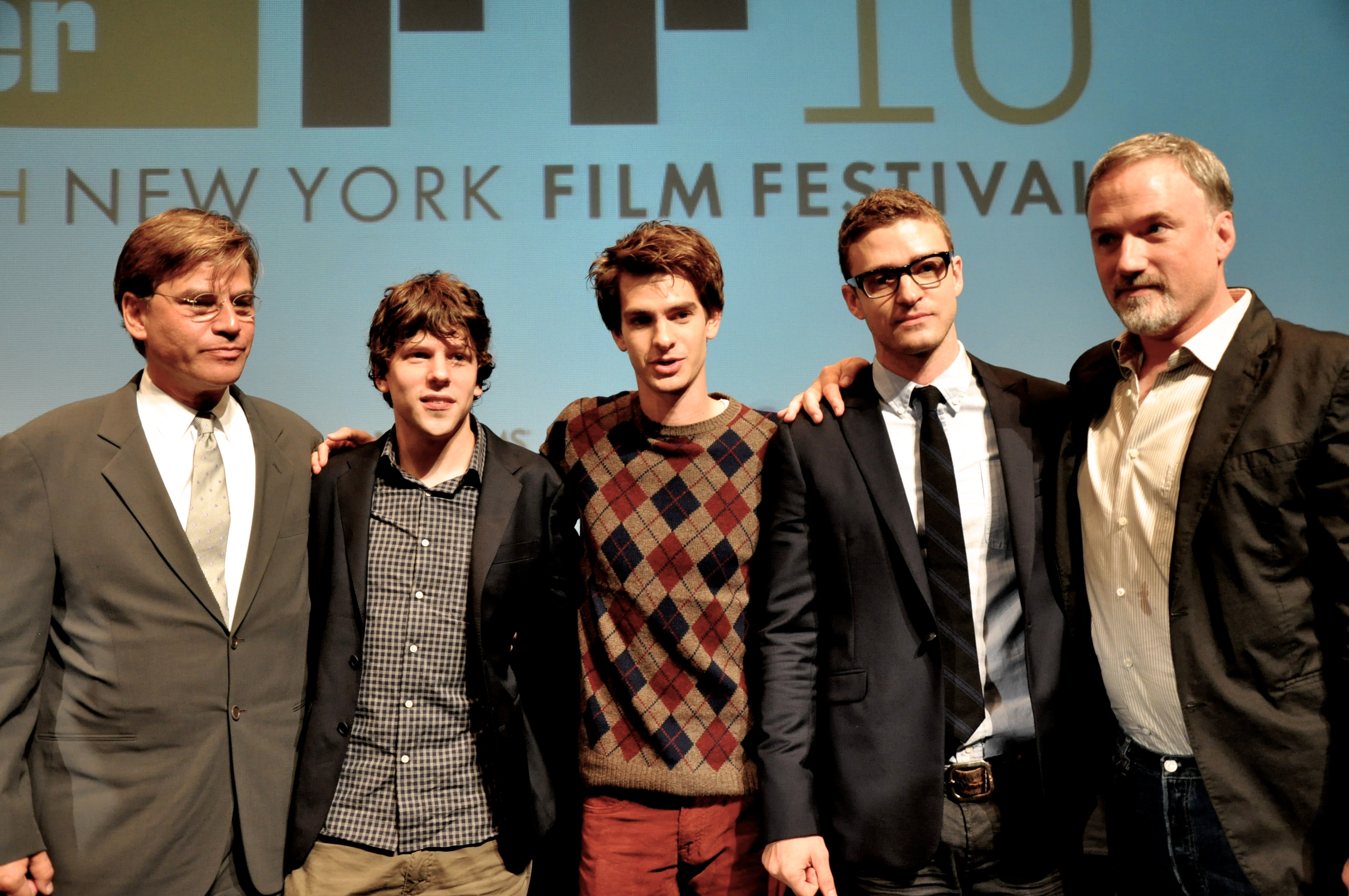
Aaron Sorkin, Jesse Eisenberg, Andrew Garfield, Justin Timberlake y David Fincher en el estreno de The social network en el Festival de Cine de Nueva York.

Fincher dirigió la película de 2010 La red social, acerca de las batallas legales de Mark Zuckerberg y la fundación de Facebook. La película contó con un guion ganador de un Óscar de Aaron Sorkin, adaptado del libro The Accidental Billionaires. Con un joven elenco, la película fue producida por Scott Rudin, Kevin Spacey y Michael De Luca. El rodaje comenzó en octubre de 2009 y fue estrenada un año después, con gran éxito de crítica. Trent Reznor y Atticus Ross crearon la banda sonora de la cinta. Fincher, fanático del trabajo de Reznor en la banda Nine Inch Nails, había usado un remix de la canción "Closer" al comienzo de Seven y también había dirigido el vídeo musical de "Only". La película ganó varios premios, entre ellos cuatro Globos de Oro (incluido el de Mejor película - Drama, Mejor director, Mejor guion y Mejor banda sonora original), tres premios BAFTA (incluyendo el de Mejor dirección), y tres premios de la Academia, al Mejor guion adaptado, Mejor música original y Mejor montaje.

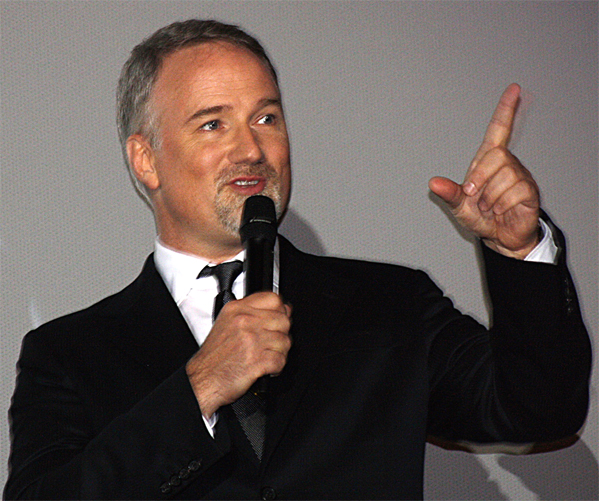
Fincher en el estreno de la película The Girl with the Dragon Tattoo, en París, en 2012.

En 2011 dirigió la versión estadounidense de The Girl with the Dragon Tattoo, que se basa en la novela de Stieg Larsson, con un guion escrito por Steven Zaillian. La película fue rodada en Suecia, con Rooney Mara como Lisbeth Salander, Daniel Craig como Mikael Blomkvist, Robin Wright como Erika Berger, Stellan Skarsgård como Martin Vanger y Christopher Plummer como Henrik Vanger. La película fue estrenada el 21 de diciembre de 2011. Trent Reznor y Atticus Ross crearon la banda sonora para la película, en su segunda colaboración con Fincher. La cinta recibió cinco nominaciones a los premios de la Academia, incluyendo Mejor actriz para Rooney Mara, Mejor fotografía, Mejor edición de sonido y Mejor mezcla de sonido, ganando un premio en la categoría de Mejor montaje.
Fincher fue productor ejecutivo de la serie de televisión de Netflix House of Cards y también dirigió los dos primeros episodios. La serie recibió elogios de la crítica, recibiendo nueve nominaciones a los Premios Primetime Emmy, incluyendo a Mejor serie dramática. Fincher ganó el premio en la categoría Mejor dirección de una serie dramática por su trabajo en el primer episodio.
En 2014 dirigió la adaptación de la novela de Gillian Flynn Perdida, protagonizada por Ben Affleck y Rosamund Pike. La producción comenzó en septiembre de 2013 y la película fue estrenada el 3 de octubre de 2014. Fincher firmó un contrato para dirigir tres series con HBO, siendo éstas Utopia, Shakedown y Living on Video. Sin embargo, disputas presupuestarias entre HBO y Fincher llevaron a la cancelación del proyecto en julio de 2015.
Fincher dirigió otra serie de televisión de Netflix, Mindhunter, protagonizada por Jonathan Groff, Holt McCallany y Hannah Gross. La serie está basada en el libro Mind Hunter: Inside the FBI's Elite Serial Crime Unit y se centra en el desarrollo de los perfiles psicológicos de asesinos seriales en los años 1970 realizados por el FBI. La serie tuvo una buena recepción en la crítica y alta demanda en la mencionada plataforma de streaming. En 2019, ofició como productor ejecutivo de la serie animada de Netflix Love, Death & Robots.

### Proyectos futuros
En 2015 se anunció que Fincher y la escritora Gillian Flynn se encontraban trabajando en una versión moderna de la película de 1951 Strangers on a Train, de Alfred Hitchcock. En julio de 2019 se anunció que Fincher dirigiría una cinta biográfica sobre el guionista Herman J. Mankiewicz, con Gary Oldman como actor principal seleccionado. Otros proyectos futuros en los que está envuelto el director son las series de televisión Shakedown y Living on Video.

## Vida privada
Fincher se casó con la modelo y fotógrafa Donya Fiorentino en 1990. La pareja se divorció en 1995. Juntos tienen una hija, Phelix Imogen Fincher, nacida en 1994. Actualmente está casado con la productora estadounidense Ceán Chaffin, quien ha producido todas sus películas a partir de 1997, comenzando con The Game.
En una entrevista con la revista Empire en 2008, Fincher nombró las siguientes películas como sus favoritas: Alien: el octavo pasajero (1979), All That Jazz (1979), All the President's Men (1976), American Graffiti (1973), Being There (1979), Butch Cassidy and the Sundance Kid (1969), Cabaret (1972), Chinatown (1974), Citizen Kane (1941), Days of Heaven (1978), Dr. Strangelove (1964), 8½ (1963), The Exorcist (1973), The Godfather Part II (1974), The Graduate (1967), Jaws (1975), Lawrence of Arabia (1962), Mad Max 2 (1981), Monty Python and the Holy Grail (1975), National Lampoon's Animal House (1978), Paper Moon (1973), Rear Window (1954), Taxi Driver (1976), Terminator (1984), The Year of Living Dangerously (1982) y Zelig (1983).

## Filmografía

### Cine
| Año  | Película                           |
| ---- | ---------------------------------- |
| 1992 | Alien 3                            |
| 1995 | Seven                              |
| 1997 | The Game                           |
| 1999 | Fight Club                         |
| 2002 | La habitación del pánico           |
| 2007 | Zodiac                             |
| 2008 | El curioso caso de Benjamin Button |
| 2010 | The Social Network                 |
| 2011 | The Girl with the Dragon Tattoo    |
| 2014 | Perdida                            |
| 2020 | Mank                               |
| 2023 | El asesino                         |

### Televisión
| Año       | Título               | Director | Productor ejecutivo | Notas |
| --------- | -------------------- | -------- | ------------------- | --- |
| 2013–2018 | House of Cards       | Sí       | Sí                  | Dirigió 2 episodios Peabody Award (2013) Premio Primetime Emmy a la mejor dirección – Serie dramática (2013) Nominado – Premio Primetime Emmy a la mejor serie – Drama (2013–2017) |
| 2017      | Mindhunter           | Sí       | Sí                  | Dirigió 7 episodios |
| 2019-2021 | Love, Death & Robots |          | Sí                  | Creador de la serie junto a Tim Miller. Productor de todos los episodios de las primeras 2 temporadas                                                                              |

### Videografía
- "Shame", de The Motels (1985)
- "All The Love", de The Outfield (1986)
- "Everytime You Cry", de The Outfield (1986)
- "One Simple Thing", de The Stabilizers (1986)
- "She Comes On", de Wire Train (1987)
- "Endless Nights", de Eddie Money (1987)
- "Downtown Train", de Patty Smyth (1987)
- "Johnny B", de The Hooters (1987)
- "Storybook Story", de Mark Knopfler (1987)
- "No Surrender", de The Outfield (1987)
- "Don't Tell Me The Time", de Martha Davis (1987)
- "Heart of Gold", de Johnny Hates Jazz (1988)
- "Englishman in New York", de Sting (1988)
- "Shattered Dreams" (segunda versión), de Johnny Hates Jazz (1988)
- "Get Rhythm", de Ry Cooder (1988)
- "Roll With It", de Steve Winwood (1988)
- "The Way That You Love Me" (primera versión), de Paula Abdul (1988)
- "Holding On", de Steve Winwood (1988)
- "Bamboleo" (segunda versión), de Gipsy Kings (1989)
- "Straight Up", de "Paula Abdul"

(1989)
- "Real Love", de Jody Watley (1989)
- "She's A Mystery To Me", de Roy Orbison (1989)
- "Forever Your Girl", de Paula Abdul (1989)
- "Express Yourself", de Madonna (1989)
- "The End of the Innocence", de Don Henley (1989)
- "Cold Hearte", de Paula Abdul (1989)
- "Oh Father", de Madonna (1989)
- "Janie's Got a Gun", de Aerosmith (1989)
- "Vogue", de Madonna (1990)
- "Cradle of Love", de Billy Idol (1990)
- "L.A. Woman", de Billy Idol (1990)
- "Freedom '90", de George Michael (1990)
- "Bad Girl", de Madonna (1993)
- "Who Is It?" (segunda versión), de Michael Jackson (1993)
- "Love Is Strong", de The Rolling Stones (1994)
- "6th Avenue Heartache", de The Wallflowers (1996)
- "Judith", de A Perfect Circle (2000)
- "Only", de Nine Inch Nails (2005)
- "Suit & Tie", de Justin Timberlake (2013)

## Premios y nominaciones
Premios Óscar
| Año  | Categoría      | Trabajo nominado                   | Resultado |
| ---- | -------------- | ---------------------------------- | --------- |
| 2009 | Mejor director | El curioso caso de Benjamin Button | Nominado  |
| 2011 | Mejor director | La red social                      | Nominado  |
| 2021 | Mejor director | Mank                               | Nominado  |

Premios BAFTA
| Año  | Categoría      | Trabajo nominado                   | Resultado |
| ---- | -------------- | ---------------------------------- | --------- |
| 2008 | Mejor director | El curioso caso de Benjamin Button | Nominado  |
| 2010 | Mejor director | La red social                      | Ganador   |

Premios Globo de Oro
| Año  | Categoría      | Trabajo nominado                   | Resultado |
| ---- | -------------- | ---------------------------------- | --------- |
| 2008 | Mejor director | El curioso caso de Benjamin Button | Nominado  |
| 2010 | Mejor director | La red social                      | Nominado  |
| 2014 | Mejor director | Perdida                            | Nominado  |

Premios Primetime Emmy
| Año  | Categoría                        | Trabajo nominado | Resultado |
| ---- | -------------------------------- | ---------------- | --------- |
| 2013 | Mejor director - Serie Dramática | House of Cards   | Ganador   |